# Generalna Rada Zborów Bożych na Filipinach
Generalna Rada Zborów Bożych na Filipinach – chrześcijański wolny kościół protestancki o charakterze ewangelikalnym nurtu zielonoświątkowego działający na Filipinach, są częścią Światowej Wspólnoty Zborów Bożych. Zbory Boże posiadają na Filipinach 500 000 wiernych zrzeszonych w 3100 zborach. Rada Generalna została założona w 1953 roku, ale historia Zborów Bożych na Filipinach sięga 1926 roku.